# Bataille de la rivière Ter
Guerre de la Ligue d'Augsbourg
Batailles
- Philippsbourg (1688)
- Sac du Palatinat (1689)
- Baie de Bantry (1689)
- Mayence (1689)
- Walcourt (1689)
- Fleurus (1690)
- Cap Béveziers (1690)
- La Boyne (1690)
- Limerick (1690)
- Staffarda (1690)
- Québec (1690)
- Coni (1691)
- Mons (1691)
- Leuze (1691)
- Aughrim (1691)
- La Hougue (1692)
- Namur (1692)
- Steinkerque (1692)
- Lagos (1693)
- Neerwinden (1693)
- La Marsaille (1693)
- Charleroi (1693)
- Saint-Malo (1693)
- Rivière Ter (1694)
- Camaret (1694)
- Texel (1694)
- Dieppe (1694)
- Bruxelles (1695)
- Namur (1695)
- Dogger Bank (1696)
- Carthagène (1697)
- Barcelone (1697)
- Baie d'Hudson (1697)

La bataille de la rivière Ter ou bataille de Torroella livrée le 27 mai 1694 sur le fleuve Ter, à proximité de Torroella de Montgrí en Principauté de Catalogne (Espagne actuelle), est une victoire des troupes françaises du maréchal de Noailles sur les Espagnols du duc d'Ascalona, vice-roi de Catalogne.

## Prélude
En l'année 1694, le roi de France décide de faire un effort en Catalogne, et de mettre l'armée de Catinat dans le Piémont sur la défensive, réservant le gros de ses troupes pour le front espagnol. 
Le vice-roi de Catalogne, Juan Manuel Lopez Pacheco Acuña Giron y Portocarrero, marquis de Villena, duc d'Escalona, également capitaine général de l'armée, déploie le long des berges du fleuve Ter toute l'infanterie qu'il parvient à rassembler pour s'opposer au corps expéditionnaire français, mené par le maréchal duc de Noailles, qui a pour objectif de prendre Gérone.
Les deux armées sont approximativement de la même force : 20 000 fantassins et 4 à 5 000 cavaliers, mais les régiments français sont essentiellement composés de vétérans, alors que les forces espagnoles comptent un grand nombre de jeunes recrues et d'unités nouvellement constituées. En outre, l'armée française est supérieure en nombre et en puissance de feu des pièces d'artillerie, servies d'artilleurs et de servants qualifiés.

## La bataille
L'armée espagnole est divisée en trois corps pour garder les gués et les berges le long de la rivière, à Verges, Ullà et Torroella de Montgrí.  
Le jour précédent, les Français ont essayé de traverser à Verges sans succès et se sont alors déplacés à Ullà. Le 27 mai, profitant d'un épais brouillard accroché au-dessus des rives du fleuve, 2 000 dragons et cavaliers, suivis d'un grand nombre de grenadiers d'infanterie, chargent les positions de l'infanterie espagnole et traversent le fleuve à Torroella de Montgrí.
Dès la première décharge de leurs mousquets, les Espagnols ne peuvent s'opposer efficacement à l'approche de l'ennemi. Ils commencent à fuir le champ de bataille, semant la panique dans le reste de l'armée. Beaucoup périssent sans même parvenir à s'opposer aux Français, tandis que la cavalerie se retire, laissant l'infanterie sans protection. À l'annonce de la défaite et parce qu'un grand nombre de troupes françaises ont déjà traversé le fleuve à gué et sont maintenant en ordre de bataille, l'armée espagnole est en débandade. La cavalerie et l'arrière-garde se sauvent jusqu'à Gérone.

## Conséquences
Les Français ont pris l'ascendant sur les Espagnols, rencontrant une faible opposition. Les Espagnols subissent de lourdes pertes humaines et perdent bagages et artillerie.
Dans cette situation, le vice-roi n'a pas d'autre choix que d'envoyer quelques troupes à Gérone et marcher avec le gros de son armée vers Barcelone, où il reste pendant tout le mois de juin. En attendant, les Français s'emparent d'une dizaine de villages dans les environs du Ter. 
Le 30 mai, 3 trois jours après la défaite espagnole de la rivière Ter, le duc de Noailles commence le blocus par voie de terre et de mer de la forteresse de Palamós, qui se rend le 10 juin. La ville de Gérone est prise le 29 juin. 
Barcelone est sauvée par les réductions du budget de l'armée, ordonnées par Louvois, ministre de la Guerre, et par l'approche de la flotte anglaise d'Edward Russell.

## Sources
- (en) Cet article est partiellement ou en totalité issu de l’article de Wikipédia en anglais intitulé « Battle of Torroella » (voir la liste des auteurs).